# Адміністративний устрій Здолбунівського району
Адміністративний устрій Здолбунівського району — адміністративно-територіальний поділ Здолбунівського району Рівненської області на 1 міську, 1 селищну та 20 сільських рад, які об'єднують 55 населених пунктів та підпорядковані Здолбунівській районній раді. Адміністративний центр — місто Здолбунів.

## Список радЗдолбунівського району
| №  | Назва                          | Центр             | Населені пункти                                                          | Площа км² | Місце за площею | Населення (2001), чол. | Місце за населенням | Розташування |
| -- | ------------------------------ | ----------------- | ------------------------------------------------------------------------ | --------- | --------------- | ---------------------- | ------------------- | ------------ |
| 1  | Здолбунівська міська рада      | м. Здолбунів      | м. Здолбунів                                                             |           |                 |                        |                     |              |
| 2  | Мізоцька селищна рада          | смт Мізоч         | смт Мізоч с. Клопіт с. Мізочок с. Озерко                                 |           |                 |                        |                     |              |
| 3  | Білашівська сільська рада      | с. Білашів        | с. Білашів                                                               |           |                 |                        |                     |              |
| 4  | Богдашівська сільська рада     | c. Богдашів       | c. Богдашів с. Ільпінь с. Кошатів с. Орестів                             |           |                 |                        |                     |              |
| 5  | Будеразька сільська рада       | c. Будераж        | c. Будераж с. Зелений Дуб с. Мости с. Новий Світ с. Святе                |           |                 |                        |                     |              |
| 6  | Бущанська сільська рада        | c. Буща           | c. Буща с. Борщівка Друга с. Борщівка Перша                              |           |                 |                        |                     |              |
| 7  | Глинська сільська рада         | c. Глинськ        | c. Глинськ с. Загора с. Підцурків                                        |           |                 |                        |                     |              |
| 8  | Дерманська Друга сільська рада | c. Дермань Друга  | c. Дермань Друга                                                         |           |                 |                        |                     |              |
| 9  | Дерманська Перша сільська рада | c. Дермань Перша  | c. Дермань Перша                                                         |           |                 |                        |                     |              |
| 10 | Здовбицька сільська рада       | c. Здовбиця       | c. Здовбиця                                                              |           |                 |                        |                     |              |
| 11 | Копитківська сільська рада     | c. Копиткове      | c. Копиткове с. Мар'янівка с. Новомильськ с. Степанівка                  |           |                 |                        |                     |              |
| 12 | Маломощаницька сільська рада   | c. Мала Мощаниця  | c. Мала Мощаниця с. Залібівка                                            |           |                 |                        |                     |              |
| 13 | Миротинська сільська рада      | c. Миротин        | c. Миротин с. В'юнівщина с. Гільча Перша с. Замлинок с. Івачків          |           |                 |                        |                     |              |
| 14 | Новомощаницька сільська рада   | c. Нова Мощаниця  | c. Нова Мощаниця                                                         |           |                 |                        |                     |              |
| 15 | Новосілківська сільська рада   | c. Новосілки      | c. Новосілки                                                             |           |                 |                        |                     |              |
| 16 | Півченська сільська рада       | c. Півче          | c. Півче с. Суйми                                                        |           |                 |                        |                     |              |
| 17 | П'ятигірська сільська рада     | c. П'ятигори      | c. П'ятигори                                                             |           |                 |                        |                     |              |
| 18 | Спасівська сільська рада       | c. Спасів         | c. Спасів с. Стеблівка с. Цурків                                         |           |                 |                        |                     |              |
| 19 | Старомощаницька сільська рада  | c. Стара Мощаниця | с. Стара Мощаниця с. Підгайне                                            |           |                 |                        |                     |              |
| 20 | Ступнівська сільська рада      | c. Ступно         | с. Ступно                                                                |           |                 |                        |                     |              |
| 21 | Уїздецька сільська рада        | c. Уїздці         | с. Уїздці с. Коршів с. Кунин                                             |           |                 |                        |                     |              |
| 22 | Урвенська сільська рада        | c. Урвенна        | с. Урвенна с. Гільча Друга с. Загребля с. Залісся с. Йосипівка с. Лідаво |           |                 |                        |                     |              |

* Примітки: м. — місто, с-ще — селище, смт — селище міського типу, с. — село